# Lista de regiões portuguesas ordenadas pela taxa de emprego
Esta é uma lista demostrando a taxa de emprego de cada região portuguesa, ordenadas pela região e ano, mostrando os valores de cada ano desde 2009.

## Taxa de emprego por região
A lista mostra as regiões portuguesas pela taxa de emprego em 2021, junto com a comparação da posição entre 2020 e 2021 e a variação da taxa entre 2020 e 2021.
| Posição | Posição          | Região                       | Taxa de emprego (2021) | Variação (desde 2020) |
| Em 2021 | Comparada a 2020 | Região                       | Taxa de emprego (2021) | Variação (desde 2020) |
| ------- | ---------------- | ---------------------------- | ---------------------- | --------------------- |
| 1       | (0)              | Região dos Açores            | 54,6 %                 | 0,5 %                 |
| 2       | (1)              | Região do Norte              | 54,2 %                 | 1,1 %                 |
| 3       | (1)              | Região da Madeira            | 54,1 %                 | 0,8 %                 |
| 4       | (0)              | Área Metropolitana de Lisboa | 53,1 %                 | 0,4 %                 |
| 5       | (2)              | Região do Centro             | 52,9 %                 | 2,3 %                 |
| 6       | (2)              | Região do Alentejo           | 51,4 %                 | 0,7 %                 |
| 7       | (0)              | Região do Algarve            | 50,5 %                 | 0,4 %                 |
|         |                  | Portugal                     | 53,3 %                 | 1,1 %                 |

## Desenvolvimento da taxa de desemprego
A lista mostra as regiões portuguesas pelo desenvolvimento da taxa de emprego desde 2009, mostrando os valores de cada três anos, e a variação final em 2021.
| Região                       | Taxa de emprego (2009) | Taxa de emprego (2012) | Taxa de emprego (2015) | Taxa de emprego (2018) | Taxa de emprego (2021) | Variação |
| ---------------------------- | ---------------------- | ---------------------- | ---------------------- | ---------------------- | ---------------------- | -------- |
| Região do Norte              | 55,0 %                 | 47,0 %                 | 48,2 %                 | 53,0 %                 | 54,2 %                 | 0,8 %    |
| Região do Centro             | 60,6 %                 | 46,4 %                 | 48,7 %                 | 52,3 %                 | 52,9 %                 | 7,7 %    |
| Área Metropolitana de Lisboa | 53,6 %                 | 48,4 %                 | 50,6 %                 | 54,5 %                 | 53,1 %                 | 0,5 %    |
| Região do Alentejo           | 49,5 %                 | 44,9 %                 | 46,6 %                 | 50,8 %                 | 51,4 %                 | 1,9 %    |
| Região do Algarve            | 54,7 %                 | 48,7 %                 | 50,5 %                 | 55,1 %                 | 50,5 %                 | 4,2 %    |
| Região dos Açores            | 55,8 %                 | 47,9 %                 | 50,9 %                 | 53,8 %                 | 54,6 %                 | 1,2 %    |
| Região da Madeira            | 57,1 %                 | 45,9 %                 | 47,3 %                 | 52,9 %                 | 54,1 %                 | 3,0 %    |
| Portugal                     | 55,6 %                 | 47,2 %                 | 49,0 %                 | 53,2 %                 | 53,3 %                 | 2,3 %    |

## Variação da taxa de emprego
A lista mostra as regiões portuguesas pela variação da taxa de desemprego desde 2009, mostrando os valores de cada três anos.
| Região                       | Variação (2009–2012) | Variação (2012–2015) | Variação (2015–2018) | Variação (2018–2021) |
| ---------------------------- | -------------------- | -------------------- | -------------------- | -------------------- |
| Região do Norte              | 8,0 %                | 1,2 %                | 4,8 %                | 1,2 %                |
| Região do Centro             | 14,2 %               | 1,3 %                | 3,6 %                | 0,6 %                |
| Área Metropolitana de Lisboa | 5,2 %                | 2,2 %                | 3,9 %                | 1,4 %                |
| Região do Alentejo           | 4,6 %                | 1,7 %                | 2,2 %                | 0,6 %                |
| Região do Algarve            | 6,0 %                | 1,8 %                | 4,6 %                | 4,6 %                |
| Região dos Açores            | 7,9 %                | 3,0 %                | 3,9 %                | 0,8 %                |
| Região da Madeira            | 11,2 %               | 1,4 %                | 5,6 %                | 1,2 %                |
| Portugal                     | 8,4 %                | 1,8 %                | 4,2 %                | 0,1 %                |

## Posição entre as regiões
A lista mostra as regiões portuguesas pela posição da taxa de emprego desde 2009, mostrando os valores de cada três anos, e a variação final em 2021.
| Região                       | Posição (2009) | Posição (2012) | Posição (2015) | Posição (2018) | Posição (2021) | Variação da posição |
| ---------------------------- | -------------- | -------------- | -------------- | -------------- | -------------- | ------------------- |
| Região do Norte              | 4°             | 4°             | 5°             | 4°             | 2°             | 2                   |
| Região do Centro             | 1°             | 5°             | 4°             | 6°             | 5°             | 4                   |
| Área Metropolitana de Lisboa | 6°             | 2°             | 2°             | 2°             | 4°             | 2                   |
| Região do Alentejo           | 7°             | 7°             | 7°             | 7°             | 6°             | 1                   |
| Região do Algarve            | 5°             | 1°             | 3°             | 1°             | 7°             | 2                   |
| Região dos Açores            | 3°             | 3°             | 1°             | 3°             | 1°             | 2                   |
| Região da Madeira            | 2°             | 6°             | 6°             | 5°             | 3°             | 1                   |

## Dados anuais
A lista mostra as regiões portuguesas com os dados anuais da taxa de emprego desde 2009.
| Região                       | 2021   | 2020   | 2019   | 2018   | 2017   | 2016   | 2015   | 2014   | 2013   | 2012   | 2011   | 2010   | 2009   |
| ---------------------------- | ------ | ------ | ------ | ------ | ------ | ------ | ------ | ------ | ------ | ------ | ------ | ------ | ------ |
| Região do Norte              | 54,2 % | 53,1 % | 53,4 % | 53,0 % | 51,4 % | 49,2 % | 48,2 % | 47,2 % | 45,6 % | 47,0 % | 49,3 % | 54,1 % | 55,0 % |
| Região do Centro             | 52,9 % | 50,6 % | 52,9 % | 52,3 % | 50,7 % | 49,3 % | 48,7 % | 47,6 % | 47,0 % | 46,4 % | 47,9 % | 59,9 % | 60,6 % |
| Área Metropolitana de Lisboa | 53,1 % | 52,7 % | 55,2 % | 54,5 % | 53,2 % | 51,7 % | 50,6 % | 49,5 % | 47,6 % | 48,4 % | 51,0 % | 52,3 % | 53,6 % |
| Região do Alentejo           | 51,4 % | 50,7 % | 51,0 % | 50,8 % | 49,6 % | 46,8 % | 46,6 % | 46,3 % | 44,5 % | 44,9 % | 47,3 % | 49,4 % | 49,5 % |
| Região do Algarve            | 50,5 % | 50,9 % | 55,8 % | 55,1 % | 55,4 % | 53,1 % | 50,5 % | 50,2 % | 48,1 % | 48,7 % | 50,4 % | 52,6 % | 54,7 % |
| Região dos Açores            | 54,6 % | 55,1 % | 54,8 % | 53,8 % | 53,1 % | 51,3 % | 50,9 % | 48,1 % | 46,7 % | 47,9 % | 51,2 % | 54,5 % | 55,8 % |
| Região da Madeira            | 54,1 % | 53,3 % | 54,5 % | 52,9 % | 50,5 % | 48,7 % | 47,3 % | 46,4 % | 44,8 % | 45,9 % | 49,1 % | 57,6 % | 57,1 % |
| Portugal                     | 53,3 % | 52,2 % | 53,8 % | 53,2 % | 51,8 % | 49,9 % | 49,0 % | 48,0 % | 46,5 % | 47,2 % | 49,4 % | 54,6 % | 55,6 % |

1. 1 2 3 4 5  «PORDATA - Ambiente de Consulta». www.pordata.pt. Consultado em 3 de janeiro de 2023
2. ↑  «PORDATA - Ambiente de Consulta». www.pordata.pt. Consultado em 3 de janeiro de 2023